# Артюхівка (Чугуївський район)
А́ртюхівка — село в Україні, у Зміївській міській громаді Чугуївського району Харківської області. Населення становить 711 осіб. До 2020 орган місцевого самоврядування — Чемужівська сільська рада. 
Артюхівка входить до переліку туристичних маршрутів Харківської області.

## Географія
Село Артюхівка знаходиться на лівому березі річки Мжа, у місті приєднання до неї річок Велика Вилівка та Вільшанка. Русло річки звивисте, сильно заболочене, на ньому багато лиманів і озер.
Вище за течією по правому березі Мжи за 4 км розташоване село Соколове, а по лівому в глибині лісу знаходиться село Реп'яхівка.

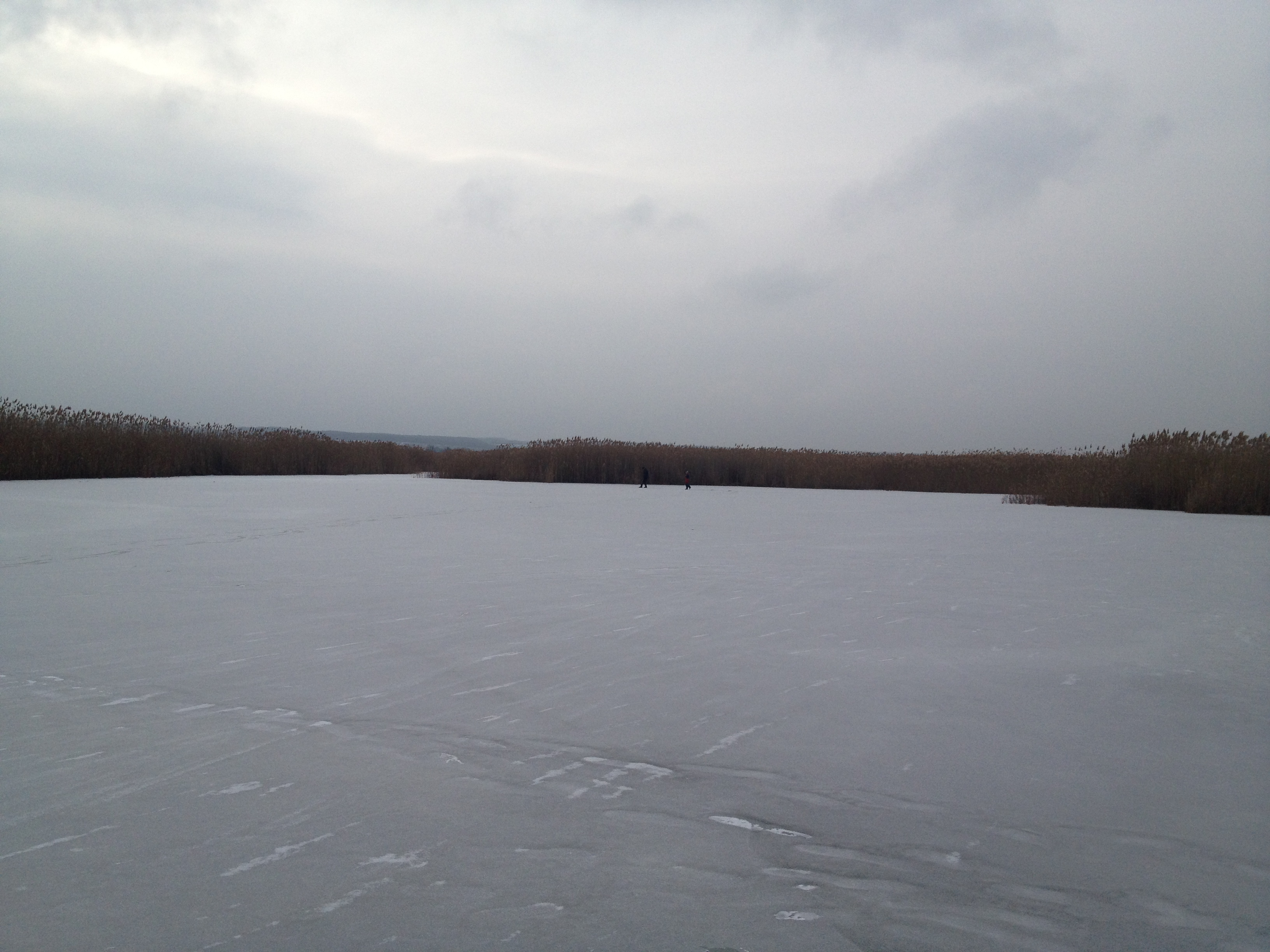
Річка Мжа взимку
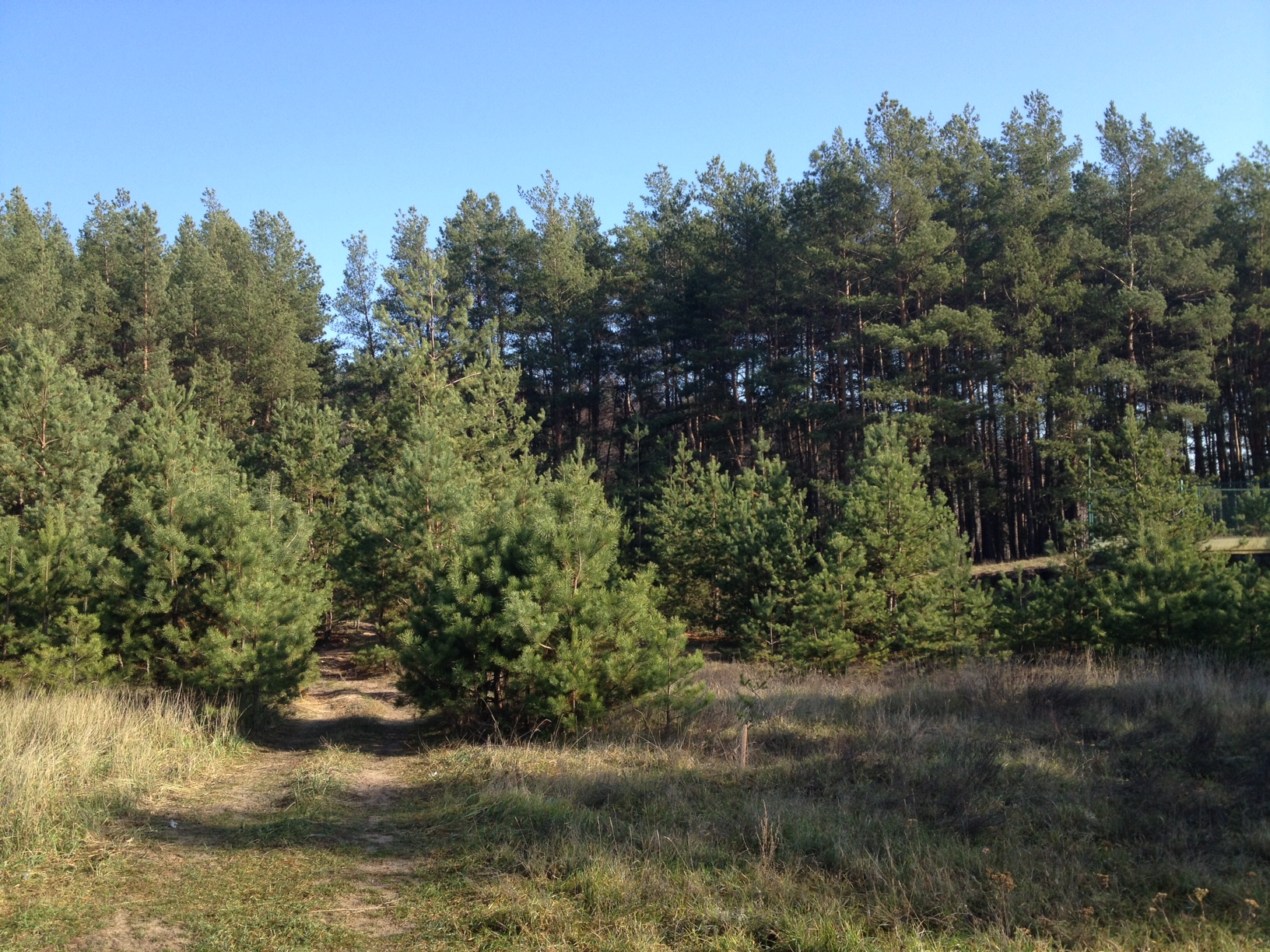
Природа в Артюхівці
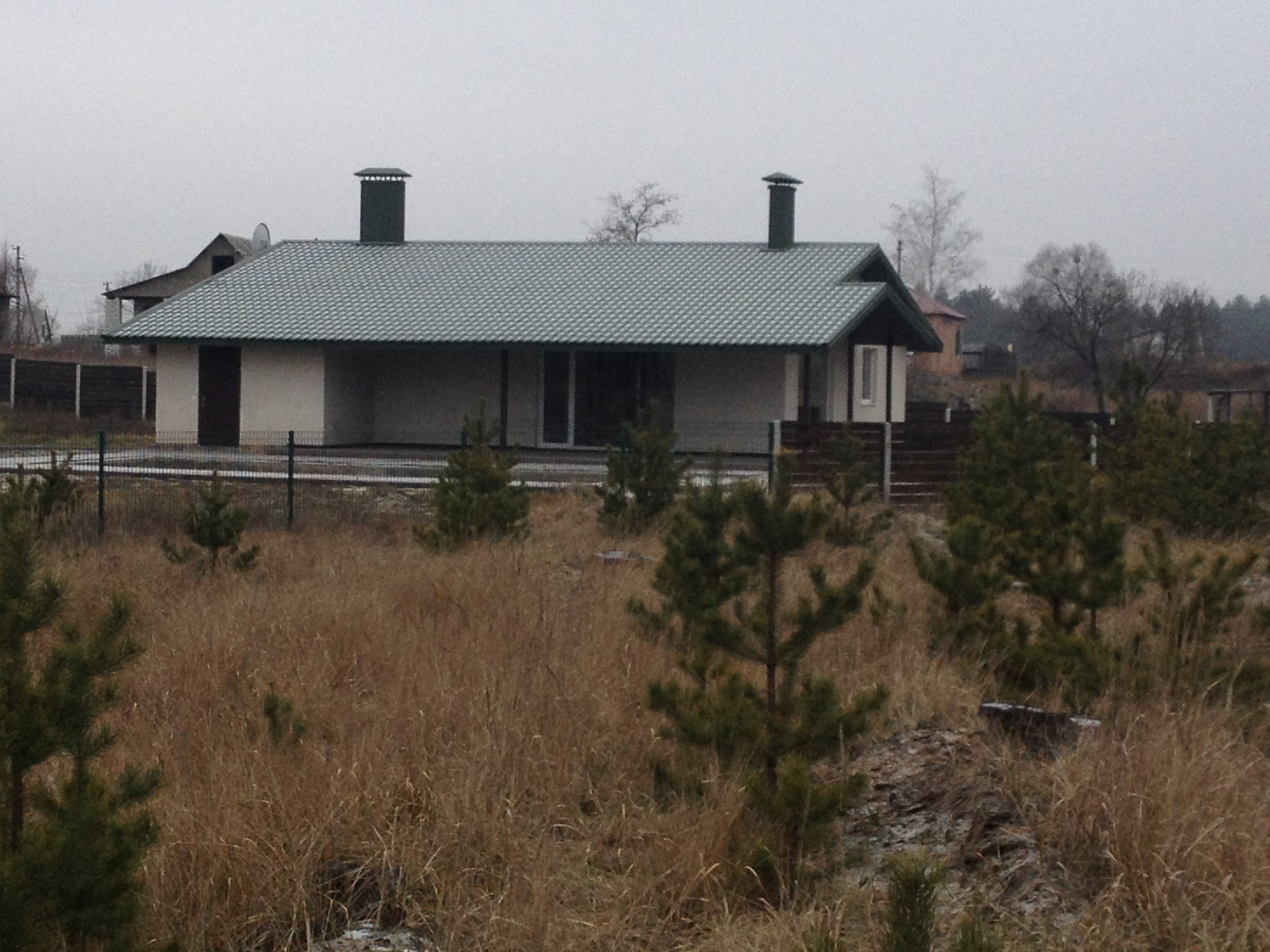
Котедж в Артюхівці

Нижче за течією, на протилежному березі, за 2 км — розташоване село Височинівка. Далі по правій стороні річки Мжи в сторону Соколового розташоване село Водяхівка. Поруч із селом Артюхівка проходить залізниця, найближчі станції за 2 км — Соколове і Платформа 23 км.
До села примикає великий лісовий масив (сосна, березняки, дубові посадки).

## Історія

Артюхівка на мапі 1864 року. Тоді воно мало назву Сутолівка

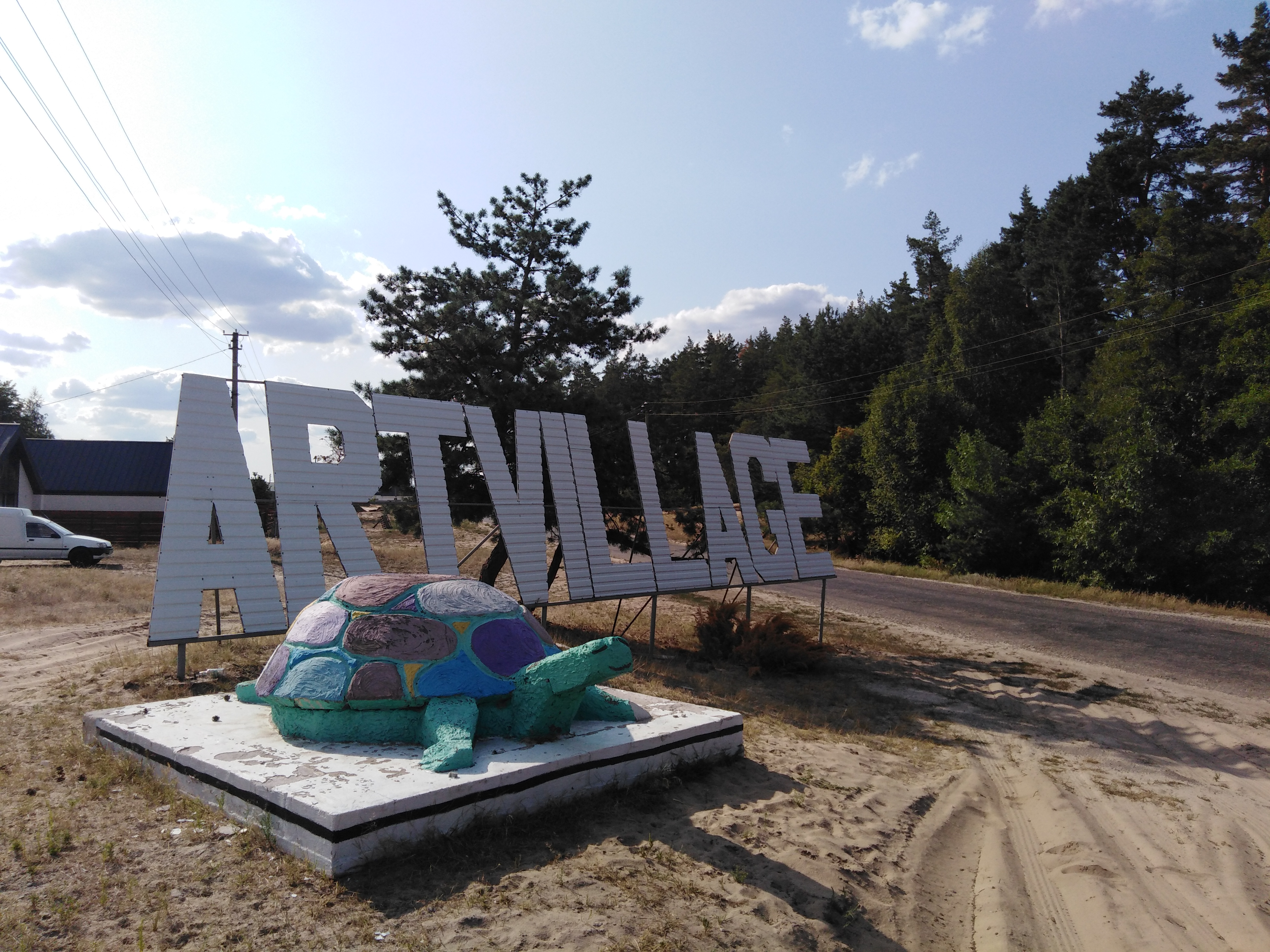
В'їзд до Артюхівки

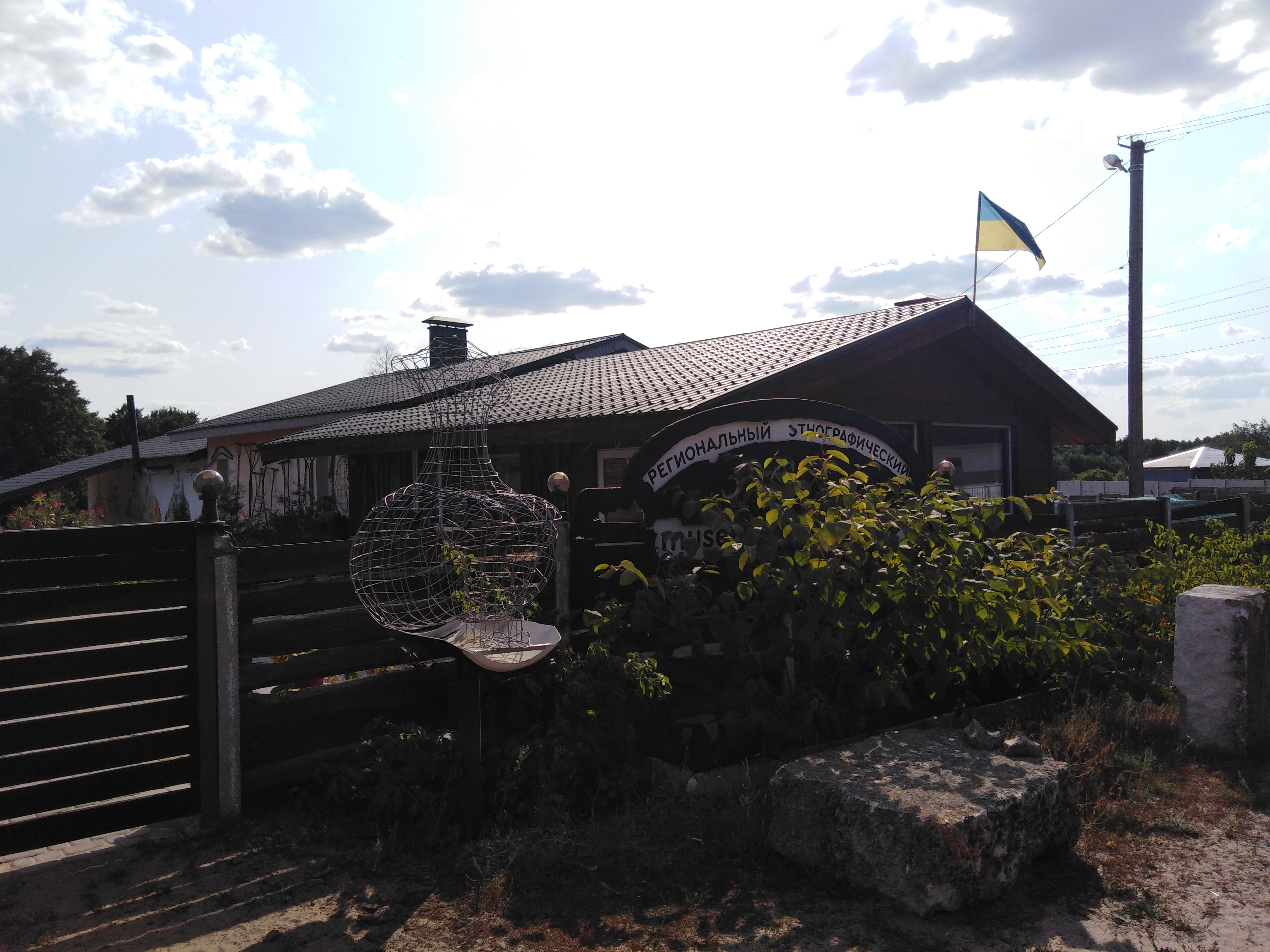
Регіональний етнографічний музей

Село вперше згадується у 1681 році. У 1864 році у казеному селі Замостянської волості Зміївського повіту, мешкало 309 осіб (146 чоловічої статі та 165 — жіночої), налічувалось 75 дворових господарств.
Як випливає з опису архієпископа Філарета Гумілевського, у складі православного приходу Височинівки перебували "черкаські слобідки Артюхівка і Чемужівка " : 
| Тут були храми. Артюховський Архангельський священик відомий ще за актом 1681 ; як Артюховський , так і Чемужівською священики згадуються в універсалі 1712. Але того й іншого храму не видно у 1732 р. |
Водночас, за відомостями Михайла Лютенка, село Артюхівка «є однією з колисок адвентизма на Харківщині». Церква адвентистів сьомого дня була організована в цьому селі після Першої світової війни. У 1961 році в Артюхівці був відкритий молитовний будинок адвентистів, який діяв до травня 1989 року. У цьому ж році громада адвентистів була розпущена і переведена в Зміїв.
У 2012 році підприємець і меценат Саєнко А. І. побудував тут близько 20 сучасних котеджів і село отримало новий розвиток як туристичне місце, де проживає ряд харківських художників на чолі із заслуженим діячем мистецтв України Шеховцовим А. А. Згодом ця частина села отримала назву  «Artvillage» .
12 червня 2020 року, відповідно до Розпорядження Кабінету Міністрів України  № 725-р «Про визначення адміністративних центрів та затвердження територій територіальних громад Харківської області», увійшло до складу Зміївської міської громади.
19 липня 2020 року, в результаті адміністративно-територіальної реформи та ліквідації Зміївського району, село увійшло до складу Чугуївського району Харківської області.

## Населення
Згідно з переписом УРСР 1989 року чисельність наявного населення села становила 241 особа, з яких 83 чоловіки та 158 жінок.

### Мова
Розподіл населення за рідною мовою за даними перепису 2001 року:
| Мова       | Кількість | Відсоток |
| ---------- | --------- | -------- |
| українська | 671       | 94.37%   |
| російська  | 40        | 5.63%    |
| Усього     | 711       | 100%     |

## Економіка
- Молочно-товарна ферма.

## Об'єкти соціальної сфери
- Фельдшерсько-акушерський пункт.
- Продуктовий магазин.

## Транспорт
Зі Змієвом Артюхівку пов'язує автобусне сполучення, автобус йде з залізничного вокзалу 5 разів на день.

## Відомі люди
По свідченням місцевих мешканців в Артюхівці декілька років проживав голова Харківської обласної державної адміністрації Михайло Добкін.

## Галерея

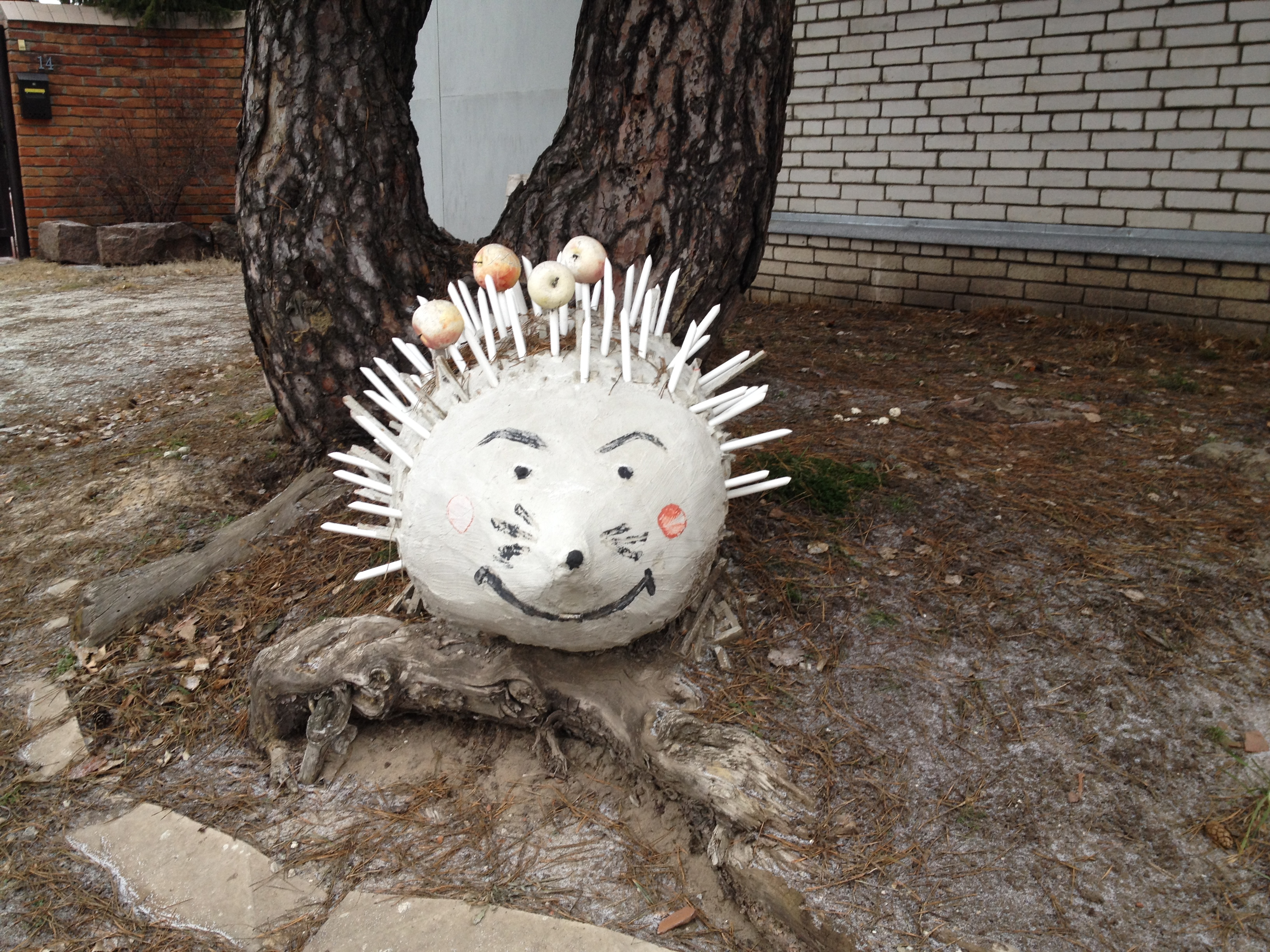
Їжак зроблений із дерева в Артюхівці
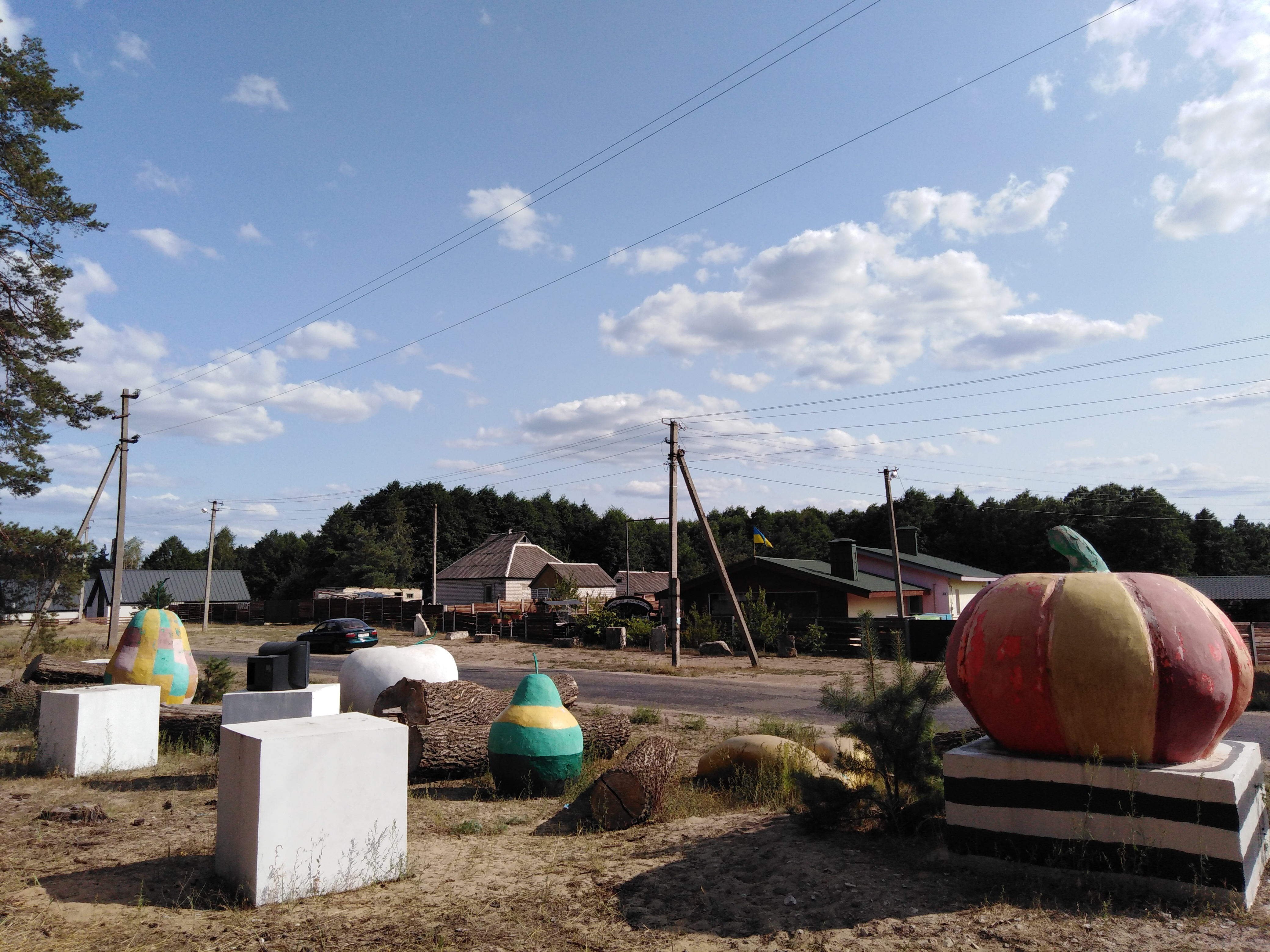
Інсталяція напроти етнографічного музею
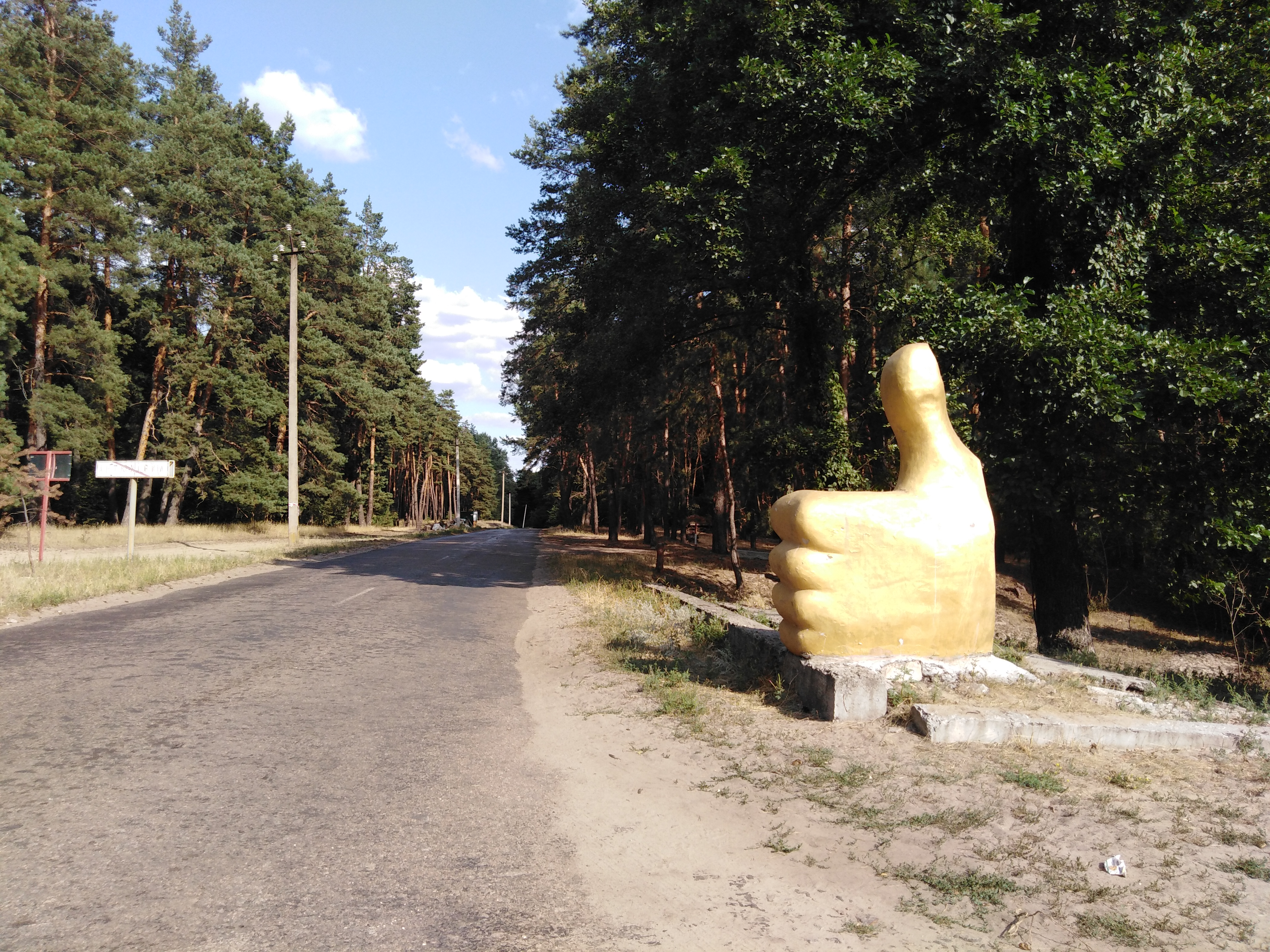
Інсталяція на в’їзді до села
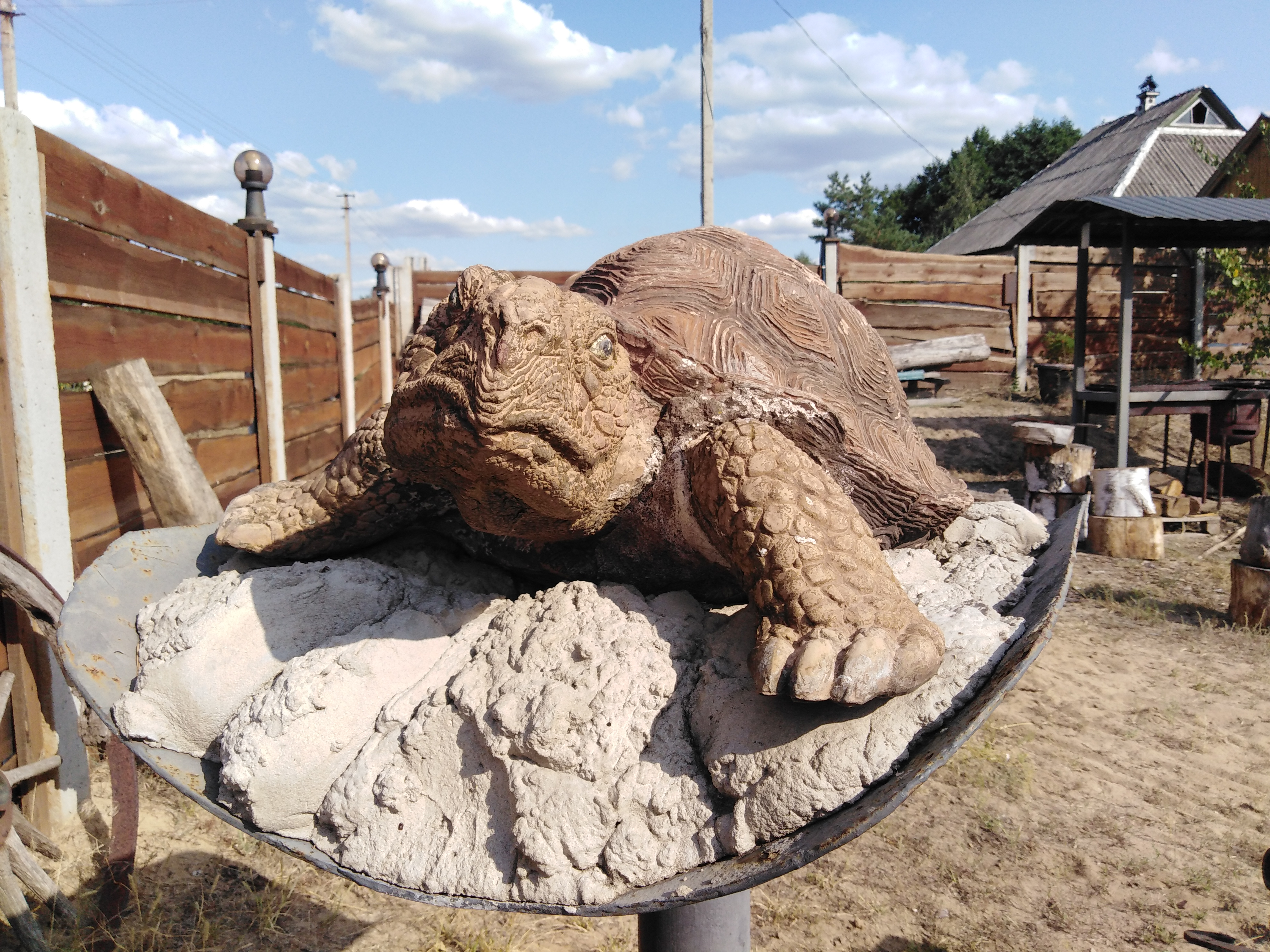
Черепаха
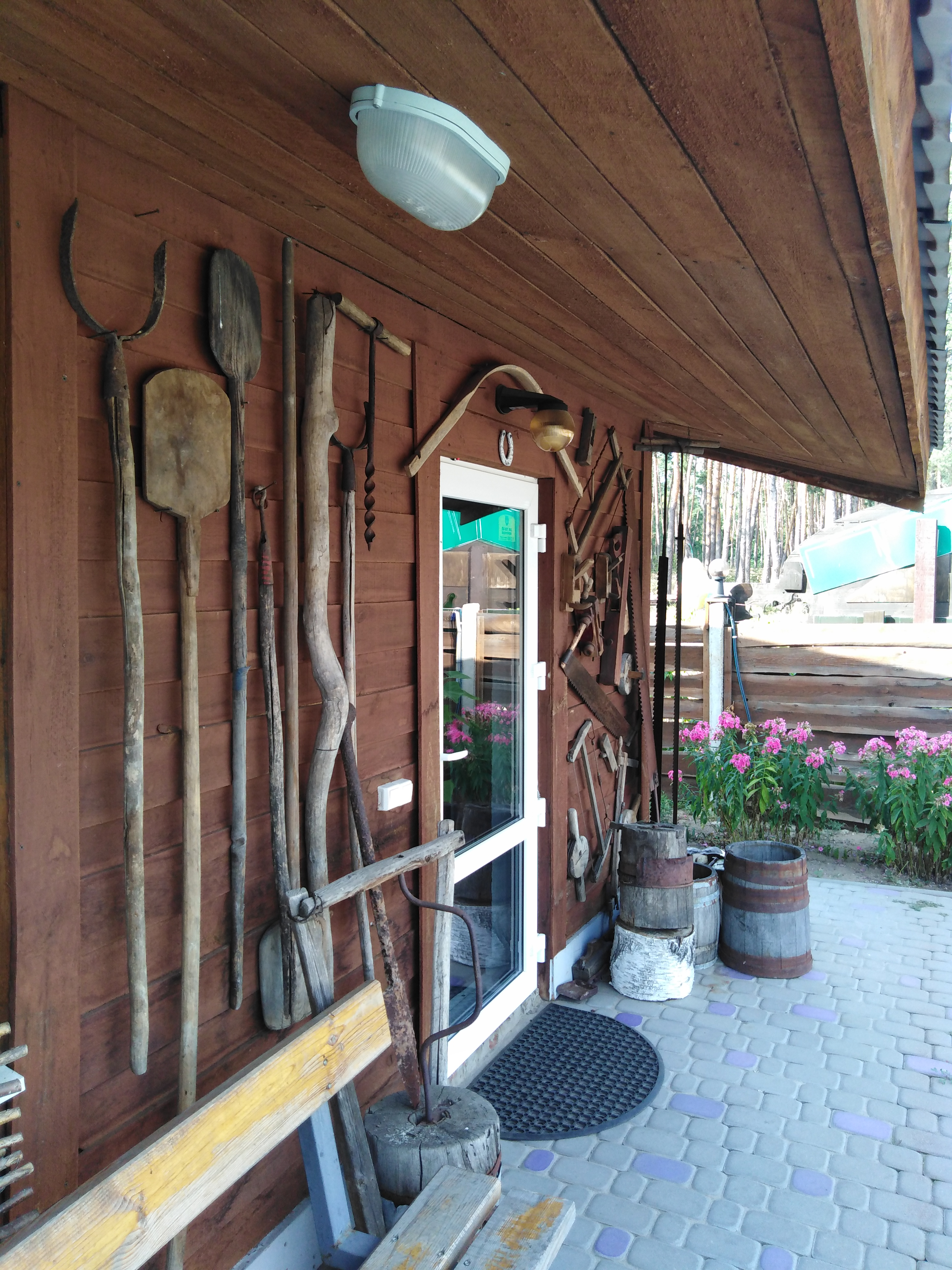
На подвір’ї музею
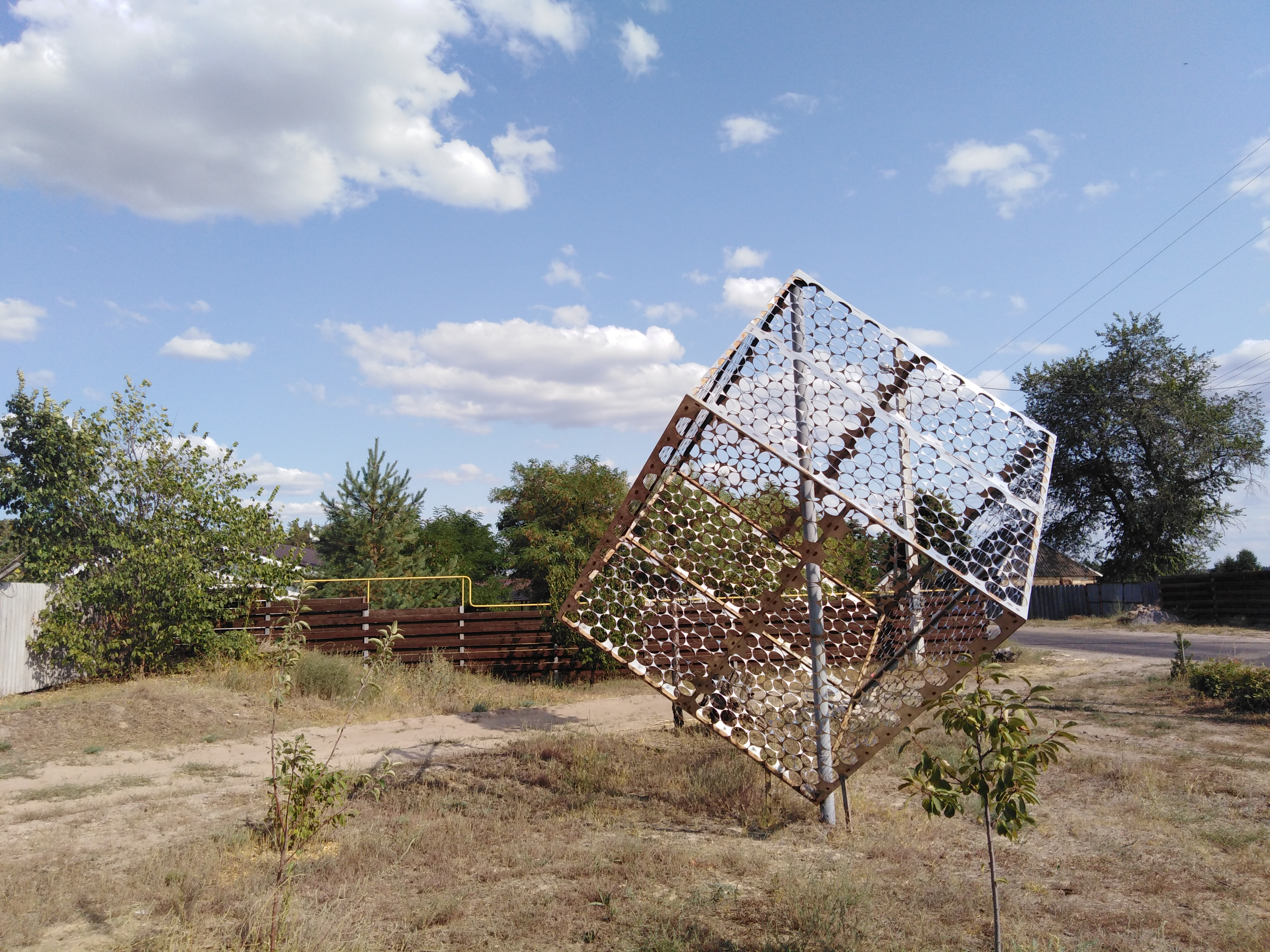
Інсталяція
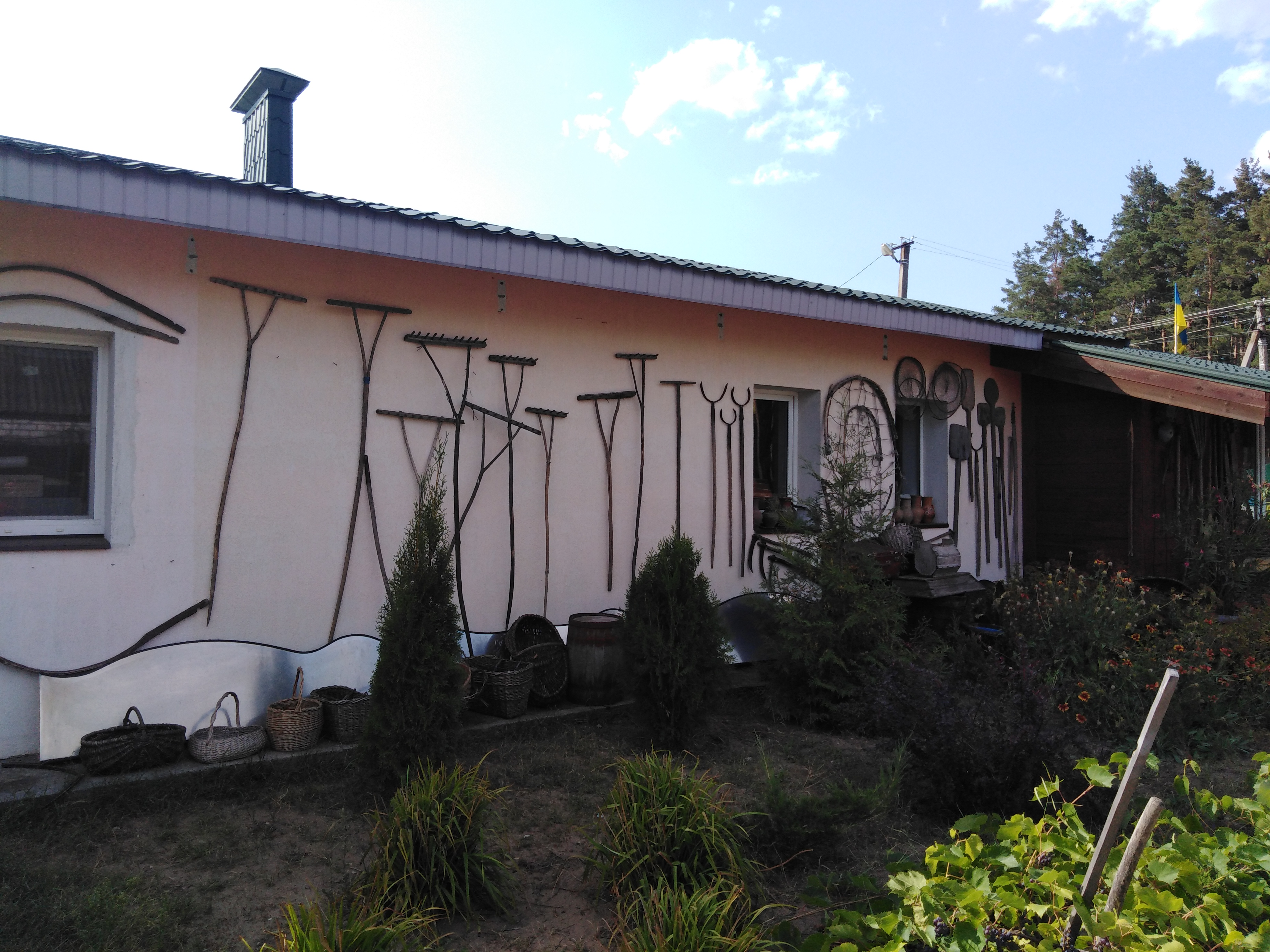
На подвір’ї музею